# Valentino (dom mody)

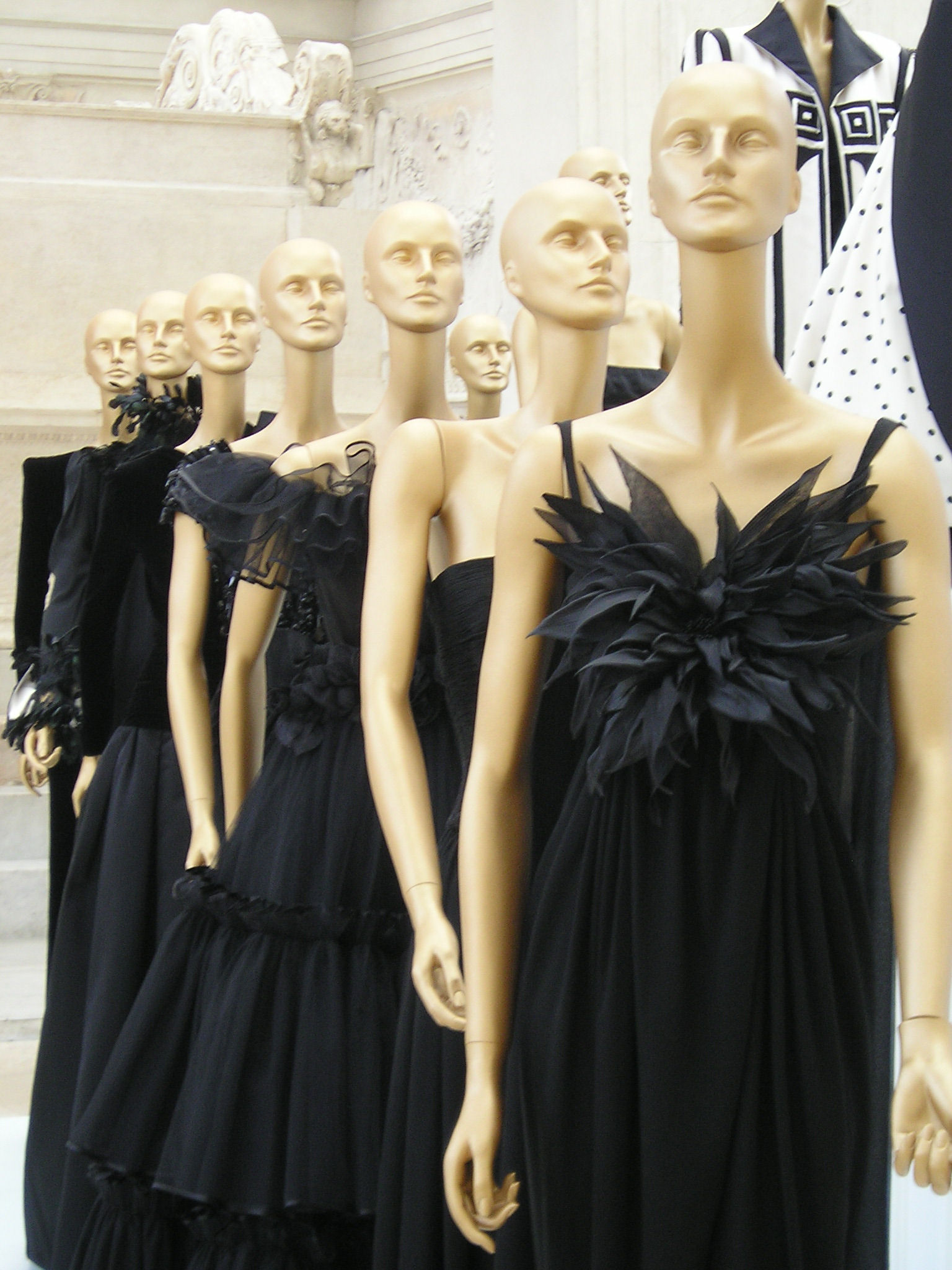

Valentino S.p.A. – włoski dom mody, założony przez Valentino Garavaniego w 1960 roku, w Rzymie, we Włoszech. Jego główne linie to m.in. Valentino, Valentino Garavani, Valentino Roma oraz R.E.D. Valentino.

## Historia

### Początki
Po skończeniu studiów, w 1959 roku, Valentino Garavani wrócił do Rzymu i z pomocą rodziców – Teresy de Biaggi oraz Mauro Garavaniego, założył własną markę. Siedziba firmy mieściła się przy prestiżowej ulicy Via Condotti. Następnie w 1960 roku Valentino poznał w Rzymie Giancarlo Giammetti'ego, który dzięki swojemu talentowi inwestycyjnemu doprowadził do rozkwitu firmy. Szybko stali się partnerami w życiu jak i w biznesie. Razem założyli spółkę Valentino S.p.A., którą szybko przekształcili w międzynarodowe przedsiębiorstwo.

### Dojście do popularności
Pierwszy wielki sukces odniósł w 1962 roku we Florencji, jego pokaz w Palazzo Pitti otrzymał wiele pozytywnych recenzji. Przez lata 60. budował swoją pozycję na rynku, którą zwieńczył otrzymaniem nagrody Marcusa Neimana  w 1967 roku. Wyróżnienie jest odpowiednikiem Oskara w świecie mody. Od tego momentu zaczęła się  międzynarodowa kariera Valentino. Już wtedy jego klientami były tak znane osoby jak Elizabeth Taylor czy Jacqueline Kennedy Onassis. Od początku lat 70. Valentino mieszkał w Nowym Jorku, gdzie był częstym gościem Studia 54.

### StylValentino
Jednym ze znaków wyróżniających jest specjalny odcień czerwieni - Rosso Valentino, który został zastrzeżony jako znak towarowy. Kolor jest połączeniem 100% magenty, 100% żółtego i 10% czerni.

### Sprzedaż spółki
W 1998 roku Valentino oraz Giammetti sprzedali spółkę włoskiemu holdingowi HdP (Holding di Partecipazioni Industriali) za cenę 300 mln USD, której właścicielem jest główny akcjonariusz Fiata - Gianni Agnelli. W 2002 roku HdP odsprzedała Valentino S.p.A. mediolańskiemu gigantowi z branży tekstylnej Marzotto Apparel. Następnie w 2012 roku Valentino S.p.A. została sprzedana katarskiemu funduszowi Mayhoola za równe 700 mln EUR.

## Dyrektorzy kreatywni
- 1959-2007: Valentino Garavani[3]
- 2007-2008: Alessandra Facchinetti(inne języki)[3]
- 2008-2015:  Pierpaolo Piccioli(inne języki) i Maria Grazia Chiuri(inne języki)[3]
- 2015-2024: Pierpaolo Piccioli[5]
- 2024: Alessandro Michele[6]